# Interstate 459
Pour les articles homonymes, voir Route 459.
L'Interstate 459 (I-459) est une autoroute de contournement de l'I-59 au sud de Birmingham, Bessemer et d'autres villes du comté de Jefferson en Alabama. L'I-459 se trouve entièrement dans le comté de Jefferson. Elle mesure 32,8 miles (52,8 km) et fût achevée en 1984. L'I-459 a des échangeurs importants avec l'I-59, l'I-20 et l'I-65.

## Description du tracé
L'I-459 commence à un échangeur avec l'I-20 / I-59 près de Bessemer et de McCalla. Elle se dirige vers le nord-est à travers une zone un peu boisée, après avoir croisé un secteur commercial. C'est après la sortie 6 que l'I-459 entre dans un secteur davantage urbanisé. Il s'agit de la banlieue de Hoover. L'autoroute croise la SR 150 et compte désormais dix voies. Elle rencontre ensuite la US 31 suivie de l'I-65. Elle atteindra ensuite la US 280. Elle tournera ensuite vers le nord pour entrer dans une zone résidentielle le long de la rivière Cahaba; elle la traversera deux fois. Elle passera ensuite à l'est de Mountain Brook et se dirigera vers la banlieue de Trussville. Le prochain échangeur majeur de l'I-459 est celui avec l'I-20. Après cet échangeur, l'autoroute croisera la US 11 et terminera son parcours en croisant l'I-59.

## Liste des sorties
| Interstate 459                 |              |       |       |        |                                                        |                                                                                 |
| Comté                          | Municipalité | mi    | km    | Sortie | Intersections / Destinations                           | Notes                                                                           |
| Jefferson                      |              | 0,00  | 0,00  | —      | I-422 nord vers I-65 / US 78 / I-222 sud / I-22 nord   | Prolongement proposé au-delà de l'I-20 / I-59                                   |
| Jefferson                      |              | 0,00  | 0,00  | 0      | I-20 / I-59 – Birmingham, Tuscaloosa                   | Indiqué sortie 0A (sud / ouest) et 0B (nord / est); sortie 106 de l'I-20 / I-59 |
| Jefferson                      | Bessemer     | 1,86  | 2,99  | 1      | Eastern Valley Road – Bessemer, McCalla                |                                                                                 |
| Jefferson                      | Bessemer     | 6,40  | 10,30 | 6      | Morgan Road – Helena, Bessemer                         |                                                                                 |
| Jefferson                      | Bessemer     | 9,30  | 14,97 | 9      | Shades Crest Road                                      | Échangeur proposé pour alléger la circulation à la sortie 10                    |
| Jefferson                      | Hoover       | 10,69 | 17,20 | 10     | SR 150 (en) – Hoover, Bessemer                         |                                                                                 |
| Jefferson                      | Hoover       | 13,48 | 21,69 | 13A    | Galleria Boulevard vers SR 150 (en) – Hoover, Bessemer | Sortie direction sud, entrée direction nord                                     |
| Jefferson                      | Hoover       | 13,94 | 22,43 | 13B    | US 31 – Hoover, Pelham                                 | Indiqué sortie 13 en direction nord                                             |
| Jefferson                      | Hoover       | 15,34 | 24,69 | 15     | I-65 – Birmingham, Montgomery                          | Sortie 250 de l'I-65                                                            |
| Jefferson                      |              | 17,32 | 27,87 | 17     | Acton Road                                             |                                                                                 |
| Jefferson                      | Birmingham   | 19,97 | 32,14 | 19     | US 280 – Mountain Brook, Childersburg                  |                                                                                 |
| Jefferson                      | Birmingham   | 23,94 | 38,53 | 23     | Liberty Parkway                                        |                                                                                 |
| Jefferson                      | Irondale     | 27,31 | 43,95 | 27     | Grants Mill Road                                       |                                                                                 |
| Jefferson                      | Irondale     | 29,25 | 47,07 | 29     | I-20 – Birmingham, Atlanta                             | Sortie 136 de l'I-20                                                            |
| Jefferson                      | Birmingham   | 31,18 | 50,18 | 31     | Derby Parkway                                          |                                                                                 |
| Jefferson                      |              | 32,80 | 52,79 | 32     | US 11 – Trussville                                     |                                                                                 |
| Jefferson                      |              | 33,23 | 53,48 | 33     | I-59 – Birmingham, Gadsden                             | Terminus nord; indiqué sortie 33A (sud) et 33B (nord); sortie 137 de l'I-59     |
| - Accès incomplet - Non-ouvert |              |       |       |        |                                                        |                                                                                 |